# Joséphine Derenne
Pour les articles homonymes, voir Derenne.
Joséphine Derenne, née en 1939, est une comédienne française.

## Biographie
De 1965 à 1983, Joséphine Derenne fait partie de la troupe du Théâtre du Soleil. Dans le film d’Ariane Mnouchkine, Molière, face à Philippe Caubère qui tient le rôle-titre, elle interprète celui de Madeleine Béjart.
Après avoir quitté la compagnie du Théâtre du Soleil, elle a, entre autres, joué au théâtre sous la direction de Peter Brook, Daniel Mesguich ou encore Gilles Gleizes, et au cinéma dans des films de Claude Lelouch, Jacques Doillon ou bien Nicole Garcia.
De 1990 à 1993, elle a enseigné au cours Florent, à Paris. Et, au théâtre, on lui doit également quelques mises en scène.

## Théâtre

### Comédienne
- 1965 : Les Petits-Bourgeois, de Maxime Gorki - mise en scène Ariane Mnouchkine
- 1966 : Capitaine Fracasse, d'après Théophile Gautier - mise en scène Ariane Mnouchkine
- 1967 : La Cuisine d'Arnold Wesker - mise en scène Ariane Mnouchkine
- 1969 : Les Clowns - mise en scène Ariane Mnouchkine
- 1971 : 1789, création collective - mise en scène Ariane Mnouchkine
- 1975 : L'Âge d'or création collective — mise en scène d’Ariane Mnouchkine
- 1979 : Méphisto d'après Klaus Mann — mise en scène d’Ariane Mnouchkine
- 1982 : La Nuit des rois de William Shakespeare — mise en scène d’Ariane Mnouchkine
- 1985 : Le Mahabharata adaptation de Jean-Claude Carrière — mise en scène de Peter Brook
- 1986 : Hamlet de William Shakespeare — mise en scène de Daniel Mesguich
- 1989 : Énorme changement de dernière minute de Grace Paley — mise en scène de Lucienne Hamon
- 1995 : Médée de Sénèque, mise en scène Gilles Gleizes, Théâtre de la Tempête
- 1998 : Le Cid de Pierre Corneille — mise en scène de Declan Donnellan
- 2000 : Le Chant du crapaud de Louis-Charles Sirjacq — mise en scène de Julian Negulesco
- 2000 : Cet Infini Jardin de Susanna Lastreto —  mise en scène de l’auteur
- 2002 : Mein Kampf (farce) de George Tabori — mise en scène d’Agathe Alexis
- 2004 : Coriolan de William Shakespeare — mise en scène de Jean Boillot
- 2005 : Léviathan Coccyx de Jean-Daniel Magnin — mise en scène d’Agathe Alexis
- 2009 : Oncle Vania d’Anton Tchekhov, mise en scène Claudia Stavisky, Théâtre des Bouffes du Nord, Théâtre du Gymnase, Théâtre National de Nice, Théâtre des Célestins, tournée

### Mise en scène
- 1990 : Ismène de Yánnis Rítsos, au Théâtre 13 (Paris)
- 1995 : Le Suicidé de Nicolaï Erdmann, en collaboration avec Jean-Jacques Mutin, au Festival d’Avignon
- 2010 : Les Nuits de Basile, d’après Le Conte des contes de Giambattista Basile, au Théâtre de la Vieille-Grille (Paris)

## Filmographie

### Cinéma
- 1974 : 1789
- 1978 : Molière d’Ariane Mnouchkine : Madeleine Béjart
- 1978 : Robert et Robert de Claude Lelouch : Josette (créditée sous le pseudonyme de Josette Derenne)
- 1988 : Mono-Poly de Kathryn Walton-Ward : Invitée
- 1994 : Une femme dans l'ennui de Michel Couvelard
- 2002 : L'Adversaire de Nicole Garcia : La mère de Jean-Marc
- 2012 : Cherchez Hortense de Pascal Bonitzer : Blandine Hauer
- 2013 : Le Diable dans la peau de Gilles Martinerie
- 2015 : Journal d'une femme de chambre de Benoît Jacquot : la grand-mère de Georges

### Télévision
- 1981 : Molière, ou la vie d'un honnête homme d’Ariane Mnouchkine (feuilleton TV) : Madeleine Béjart
- 1990 : Pour un oui ou pour un non de Jacques Doillon (TV) : La voisine
- 1994 : La Vie de Marianne de Benoît Jacquot (feuilleton TV) : Madame de Fare
- 2006 : Gaspard le bandit de Benoît Jacquot (TV) : La mère supérieure
- 2006 : L'Affaire Villemin de Raoul Peck (feuilleton TV) : Alice Villemin
- 2014 : Vaugand de Charlotte Brandström : Catherine Lacombe
- 2019 : Je sais tomber d'Alain Tasma : grand-mère d'Alice
- 2019 : Les Ombres rouges de Christophe Douchand : Rose Garnier
- 2019 : Nina, saison 5 épisode 1 : Alice Morel